# The Thing (1982)
The Thing (palop/prt: Veio do Outro Mundo; bra: O Enigma de Outro Mundo) é um filme norte-americano de 1982, dos gêneros terror e ficção científica, dirigido por John Carpenter e escrito por Bill Lancaster. É baseado em Who Goes There?, uma novela de John W. Campbell Jr. publicada na revista Astounding Science Fiction em agosto de 1938. O enredo gira em torno de uma equipe de pesquisadores norte-americanos na Antártida que encontra a "Coisa", uma forma de vida extraterrestre parasita que assimila e depois imita outros organismos. Os exploradores são dominados pela paranoia e pelo conflito quando percebem que não podem mais confiar um no outro e que qualquer um deles pode ser a Coisa. Kurt Russell interpretou o papel principal, enquanto A. Wilford Brimley, T. K. Carter, David Clennon, Keith David, Richard Dysart, Charles Hallahan, Peter Maloney, Richard Masur, Donald Moffat, Joel Polis e Thomas Waites integraram o elenco de apoio.
O longa-metragem é a segunda adaptação cinematográfica da obra literária, sendo precedido por The Thing from Another World (1951), e começou a ser desenvolvido em meados da década de 1970. Para sua produção, foram cogitados vários diretores e roteiristas, cada um com ideias diferentes quanto à abordagem da história. As filmagens começaram em agosto de 1981 e duraram cerca de 12 semanas. Foram usadas locações refrigeradas em Los Angeles, Juneau (Alasca) e Stewart (Colúmbia Britânica). Boa parte do orçamento de 15 milhões de dólares foi destinada aos efeitos de composição de criatura, providenciados por uma grande equipe liderada por Rob Bottin. Os efeitos foram obtidos a partir de uma mistura de produtos químicos e alimentícios, borracha e peças mecânicas, o que resultou na criação de um alienígena capaz de assumir a forma de qualquer ser vivo.
The Thing foi hostilizado pela crítica na época de seu lançamento, sendo descrito como "lixo instantâneo" e "excesso miserável" pelo New York Times e proposto como "o filme mais odiado de todos os tempos" pela revista Cinefantastique. Algumas críticas elogiaram os efeitos especiais e criticaram sua repulsão visual, enquanto outras opinaram que a caracterização dos personagens havia sido pobremente realizada. O filme arrecadou 19,6 milhões de dólares durante sua exibição nos cinemas. Diversas razões foram apontadas para o fracasso da obra em impressionar o público: a concorrência de filmes como E.T. the Extra-Terrestrial, que oferecia uma visão otimista sobre visitas alienígenas; uma temporada repleta de filmes de ficção científica e fantasia bem-sucedidos; e um público que, por estar vivendo numa época de recessão, rejeitou o tom niilista de The Thing.
O longa-metragem atingiu um público maior quando disponibilizado em home-vídeo e na televisão. Reavaliado como um dos melhores filmes de ficção científica e terror de todos os tempos, tornou-se um clássico cult, com uma nota de 84% no Rotten Tomatoes e uma aprovação de 95% do público. Cineastas apontaram sua influência em seus trabalhos e a obra já foi referenciada em outras mídias, como televisão e jogos eletrônicos. The Thing originou diversos produtos de merchandising, incluindo uma romantização de 1982, atrações em parques temáticos, jogos de tabuleiro, sequências em quadrinhos, um videogame e uma pré-sequência homônima lançada em 2011. Uma refilmagem foi anunciada em 2020.

## Enredo
No espaço sideral, um disco voador entra na atmosfera terrestre. Na Antártida, um norueguês atira de um helicóptero contra um cão de trenó, que corre até as proximidades de uma estação de pesquisa americana. No solo, o atirador acidentalmente explode a aeronave e mata o piloto. Após atingir a perna de George Bennings, um dos cientistas americanos, o norueguês é morto por Garry, o chefe da estação. Dr. Cooper e o piloto MacReady investigam a base norueguesa, onde descobrem um grande bloco de gelo escavado e um cadáver humanoide fumegante, o qual levam para a estação. Uma autópsia realizada nos restos mortais revela um conjunto normal de órgãos.
Trancado no canil da estação, o cachorro metamorfoseia-se num monstro com tentáculos que absorve os outros cães. Com um lança-chamas, Childs mata a criatura, cuja autópsia revela se tratar de um organismo que pode imitar perfeitamente outros indivíduos. Ao escavarem um determinado ponto, os pesquisadores encontram uma espaçonave alienígena. Blair descobre que a equipe pode estar infectada e que a infecção pode se alastrar para o mundo inteiro. Bennings é absorvido pela criatura, que é incinerada por MacReady. Blair desmantela o helicóptero e começa a destruir os equipamentos de comunicação, mas é aprisionado no galpão de ferramentas.
O grupo decide fazer um teste sanguíneo para determinar quem está infectado, mas alguém sabota o procedimento, destruindo os estoques de sangue. MacReady assume o comando e, junto com Windows e Nauls, encontra na neve o cadáver de Fuchs, que estava desaparecido. Windows retorna à base e, como os outros dois demoram a voltar, a equipe decide abandoná-los. Nauls aparece e informa que livrou-se de MacReady ao descobrir que a jaqueta do piloto estava rasgada, o que indicaria que ele havia se tornado uma das criaturas. MacReady ressurge ameaçando detonar a estação com dinamite se alguém atacá-lo.
MacReady é bruscamente atacado por Nauls e Norris, que é jogado no chão e começa a passar mal. Cooper tenta revivê-lo com um desfibrilador, mas o peito de Norris se abre em uma cavidade que se fecha rapidamente, cortando os antebraços de Cooper; da cabeça de Norris se desprende outro ser com várias pernas. MacReady incinera as duas criaturas e inicia um novo teste, com base na teoria de que o sangue de um indivíduo infectado tentará "fugir" quando tocado por um fio aquecido. Todos passam no teste, exceto Palmer, que assume a forma monstruosa e mata Windows. MacReady põe fogo em Palmer e no cadáver de Windows, que começava a se transformar.
Childs fica de guarda e os outros procuram Blair, mas descobrem que este escapou por um túnel onde está construindo uma espaçonave com peças diversas. De volta à superfície, eles não encontram Childs e MacReady conclui que a Coisa pretende congelar até ser resgatada e transportada para outras regiões. Ele e Garry decidem destruir a estação para detê-la, porém, Blair mata Garry e assume a forma alienígena. MacReady explode a criatura com dinamite, destruindo também a base. Childs retorna, alegando que se perdeu na tempestade ao perseguir Blair. Enquanto tomam uma bebiba, MacReady e Childs concluem que, se um deles for a Coisa, não há mais nada a fazer.

## Elenco
Segundo o Instituto Americano de Cinema, doze atores interpretaram os integrantes da equipe de pesquisadores da estação científica norte-americana. Além deles, aparecem outros quatro em papéis menores e sem nome. Na ordem dos créditos:
- Kurt Russell interpretou MacReady, um piloto de helicóptero;
- A. Wilford Brimley interpretou Blair, um biólogo;
- T. K. Carter interpretou Nauls, o cozinheiro;
- David Clennon interpretou Palmer, piloto e mecânico reserva;
- Keith David interpretou Childs, o mecânico;
- Richard Dysart interpretou Dr. Copper, o médico;
- Charles Hallahan interpretou Norris, um geofísico;
- Peter Maloney interpretou Bennings, um meteorologista;
- Richard Masur interpretou Clark, um veterinário;
- Donald Moffat interpretou Garry, o comandante;
- Joel Polis interpretou Fuchs, um biólogo;
- Thomas Waites interpretou Windows, o operador de rádio;
- Norbert Weisser interpretou um norueguês;
- Larry Franco interpretou o passageiro norueguês com rifle;
- Nate Irwin interpretou um piloto de helicóptero;
- William Zeman interpretou um piloto.

## Produção

### Desenvolvimento

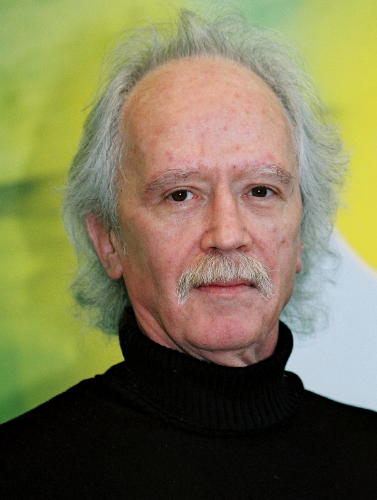
O diretor John Carpenter em 2001.

O desenvolvimento do longa-metragem começou em meados da década de 1970, quando os produtores David Foster e Lawrence Turman sugeriram à Universal Pictures uma adaptação da novela de John W. Campbell, Who Goes There?, publicado em 1938. A obra já havia sido adaptada em 1951 no filme The Thing from Another World, de Howard Hawks e Christian Nyby, mas Foster e Turman queriam desenvolver um projeto que fosse mais fiel ao material original. Os roteiristas Hal Barwood e Matthew Robbins detinham o direito de fazer uma adaptação, mas descartaram a possibilidade de fazer um novo filme, de modo que a Universal adquiriu os direitos deles. Em 1976, Wilbur Stark comprou os direitos de refilmagem de 23 longa-metragens da RKO Pictures, entre eles The Thing from Another World, de três financiadores de Wall Street que não sabiam o que fazer com eles, em troca de retorno quando os filmes fossem produzidos. A Universal, por sua vez, obteve de Stark o direito de refazer o filme e, como resultado ele recebeu crédito de produtor executivo em todos os anúncios impressos, pôsteres, comerciais de televisão e material de imprensa do estúdio.
Em 1976, o co-produtor Stuart Cohen abordou pela primeira vez John Carpenter para o projeto, mas como este era, sobretudo, um cineasta independente, a Universal escolheu o diretor Tobe Hooper, de The Texas Chain Saw Massacre, então já contratado do estúdio. Entretanto, os produtores ficaram descontentes com Hooper e com o conceito de seu parceiro de escrita, Kim Henkel. Depois de várias outras propostas fracassadas a roteiristas diferentes e tentativas de atrair outros diretores, como John Landis, o projeto foi suspenso. Apesar disso, o sucesso do filme de terror de ficção científica Alien (1979), de Ridley Scott, ajudou a revitalizar o projeto, ao mesmo tempo em que a contratação de Carpenter tornou-se mais viável após o sucesso de seu filme de terror Halloween (1978).
Carpenter relutou em participar do projeto, pois achava que seria difícil superar a adaptação de Hawks, embora considerasse o monstro do filme imperceptível. Cohen sugeriu que o cineasta lesse o romance original. Carpenter achou interessante a "astúcia" das imitações conduzidas pela criatura e as questões que isso levantava. Ele traçou paralelos entre a obra de Campbell e o romance de mistério And Then There Were None (1939), de Agatha Christie, e observou que a história de Who Goes There? era "oportuna" para ele, o que significava que ele poderia torná-la "fiel aos [seus] dias", assim como Hawks fez em sua época. Carpenter, um fã da adaptação de Hawks, homenageou-o em Halloween e assistiu a The Thing from Another World várias vezes em busca de inspiração antes do início das filmagens. Carpenter e o diretor de fotografia Dean Cundey haviam trabalhado juntos em Halloween e The Thing foi o primeiro projeto de grande orçamento dos dois para um grande estúdio de cinema.
Depois de garantir o roteirista e a equipe, a produção foi interrompida novamente quando Carpenter quase desistiu, acreditando que um projeto passional dele, El Diablo (1990), estava prestes a ser produzido pela EMI Films. Os produtores discutiram várias possibilidades de substituições, incluindo Walter Hill, Sam Peckinpah e Michael Ritchie, entretanto, o desenvolvimento de El Diablo não estava tão iminente quanto Carpenter acreditava, e ele permaneceu com The Thing.
A Universal inicialmente estabeleceu um orçamento de 10 milhões de dólares, com 200 mil para os "efeitos de criatura", na época a maior quantia que o estúdio já havia destinado para um filme de monstros. As filmagens estavam programadas para serem concluídas em 98 dias. Os estúdios de produção da Universal estimaram que seriam necessários pelo menos 17 milhões em virtude dos custos de marketing e outros, visto que o plano envolvia construções de sets adicionais, entre os quais cenários externos e um grande cenário, estimado em 1,5 milhão, para a morte de Bennings prevista no roteiro original. Quando os storyboards e designs foram finalizados, a equipe estimou que precisaria de pelo menos 750 mil dólares para os efeitos de criatura, valor com o qual os executivos da Universal concordaram depois de ver o número de funcionários empregados por Rob Bottin, o designer de efeitos especiais de maquiagem.
O produtor associado Larry Franco foi responsável por fazer o orçamento funcionar para o filme; ele cortou a programação das filmagens em um terço, eliminou os cenários externos para as filmagens fora de estúdio e removeu a cena da morte mais extravagante de Bennings. Cohen sugeriu reutilizar a base americana destruída como a base norueguesa em ruínas, economizando mais 250 mil dólares. Quando as filmagens começaram em agosto, The Thing contava com um orçamento de 11,4 milhões, elevados para 14 milhões de dólares com os custos indiretos. O orçamento para efeitos acabou, totalizando 1,5 milhão, forçando a eliminação de algumas cenas, entre as quais o confronto de Nauls com uma criatura apelidada de "box Thing" ("caixa Coisa"). No final da produção, Carpenter teve que fazer um apelo pessoal ao executivo Ned Tanen por 100 mil dólares para concluir uma versão simplificada de Blair-Thing. O custo final foi de 12,4 milhões de dólares, aumentado pelos custos indiretos para 15 milhões.

### Roteiro

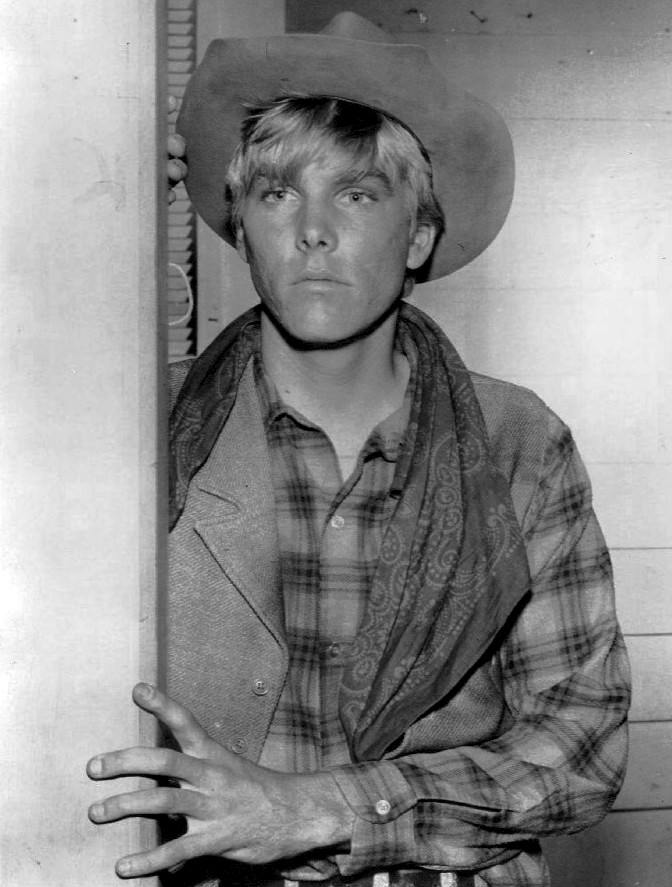
O roteirista Bill Lancaster em 1967.

Vários roteiristas desenvolveram rascunhos para The Thing antes do envolvimento de Carpenter, entre eles o escritor William F. Nolan, de Logan's Run (1967), o romancista David Wiltse e Hooper e Henkel, cujo enredo definido parcialmente debaixo d'água foi descrito por Cohen como uma história semelhante a Moby Dick, na qual "O Capitão" lutava com uma grande criatura sem mudança de forma. Como Carpenter disse em entrevista de 2014, "eles estavam apenas tentando fazer isso funcionar". Os escritores saíram do projeto antes da chegada de Carpenter. Ele disse que os roteiros eram "terríveis", pois mudavam a história para algo que ela não era e ignoravam o aspecto camaleão da Coisa. Carpenter não quis roteirizar o projeto, pois acabara de concluir a escrita de Escape from New York (1981) e estava se esforçando para finalizar um roteiro de The Philadelphia Experiment (1984). Ele era cauteloso em assumir tarefas de redação, preferindo deixar essa função para outra pessoa. Depois de Carpenter ter sido confirmado como diretor, vários roteiristas foram sondados para a escrita de The Thing, entre eles Richard Matheson, Nigel Kneale e Deric Washburn.
Em sua primeira reunião com Turman, Foster e Cohem em 1977, Bill Lancaster teve a impressão de que eles queriam uma refilmagem fiel de The Thing from Another World, mas ele não queria refazer o filme. Em agosto de 1979, Lancaster foi contatado novamente. Àquela altura, ele já havia lido o romance original, Who Goes There?, e Carpenter já estava envolvido no projeto. Lancaster foi contratado para escrever o roteiro depois de descrever sua visão do filme e sua intenção de manter-se fiel à história original para Carpenter, que era fã do trabalho de Lancaster em The Bad News Bear (1976). Lancaster concebeu várias cenas importantes do filme, entre elas a mordida do Norris-Thing no Dr. Copper e o uso de testes sanguíneos para identificar a Coisa, o que Carpenter mencionou como a razão pela qual ele quis trabalhar no filme. O roteirista disse que teve certa dificuldade em adaptar Who Goes There? para a linguagem cinematográfica, uma vez que o livro apresenta poucos momentos de ação. Ele também fez algumas mudanças significativas na história, tais como reduzir o número de personagens de 37 para 12. Lancaster disse que 37 era um número excessiva e seria difícil para o público acompanhar, deixando pouco tempo para a caracterização. O escritor também optou por alterar a estrutura da história, escolhendo iniciá-la no meio da ação, em vez de usar um flashback como no romance. Vários personagens foram modernizados para o público contemporâneo; MacReady, originalmente metereologista, tornou-se um "durão" solitário descrito no roteiro como "35. Piloto de helicóptero. Gosta de xadrez. Odeia o frio. O salário é bom". Lancaster tinha como objetivo desenvolver o enredo de tal modo que um dos personagens emergisse como herói, em vez de apresentar um herói do tipo Doc Savage desde o início.
Lancaster escreveu entre 30 e 40 páginas, mas acabou tendo dificuldade em escrever o segundo ato do filme e levou vários meses para concluir o roteiro. Finalizado o texto, Lancaster e Carpenter passaram um fim de semana no norte da Califórnia refinando o roteiro, cada um expressando diferentes opiniões sobre como determinado personagem deveria parecer e comparando suas ideias para as cenas. O roteiro de Lancaster optou por manter a criatura oculta durante a maior parte do filme, e foi Bottin quem convenceu Carpenter a torná-la mais visível visando uma maior impacto sobre o público. O final original proposto por Lancaster mostrava MacReady e Childs se transformando em Coisa. Na primavera, os personagens seriam resgatados de helicóptero e cumprimentariam seus salvadores dizendo: "Ei, qual o caminho para uma refeição quente?". Carpenter considerou esse desfecho muito superficial. No total, Lancaster completou quatro rascunhos do roteiro. O romance conclui com os humanos claramente vitoriosos, mas preocupados que os pássaros que eles observam voando em direção ao continente possam ter sido infectados pela Coisa. O diretor optou por terminar o filme com os sobreviventes morrendo lentamente de frio para salvar a humanidade da infecção, acreditando que esse seria o ato heroico máximo. Então, Lancaster escreveu esse final, o qual evita uma reviravolta ao estilo de The Twilight Zone ou a destruição do monstro, pois ele queria ter um momento ambíguo entre os dois, de confiança e desconfiança, medo e alívio.

### Seleção do elenco
Kurt Russell já estava envolvido na produção antes de ser escalado, ajudando Carpenter a desenvolver suas ideias. Russell foi o último ator a ser escalado, em junho de 1981, ocasião em que as filmagens da segunda unidade estavam começando em Juneau, Alasca. Carpenter já havia trabalhado anteriormente com Russell duas vezes, mas queria manter suas opções em aberto. As discussões com os estúdios envolveram os atores Christopher Walken, Jeff Bridges ou Nick Nolte, que não estavam disponíveis ou recusaram, e Sam Shepard, que mostrou interesse, mas nunca foi procurado. Tom Atkins e Jack Thompson foram fortes candidatos iniciais e finais para interpretar MacReady, mas o papel acabou ficando com Russell. Em parte, Carpenter citou a praticidade de escolher alguém que ele considerasse confiável e que não hesitasse diante das difíceis condições de filmagem. Russell levou cerca de um ano para deixar o cabelo e a barba crescerem para o papel. Em vários momentos, os produtores se encontraram com Brian Dennehy, Kris Kristofferson, John Heard, Ed Harris, Tom Berenger, Jack Thompson, Scott Glenn, Fred Ward, Peter Coyote, Tom Atkins e Tim McIntire. Alguns rejeitaram a ideia de estrelar um filme de monstro, enquanto Dennehy foi escolhido para interpretar Cooper. Cada ator deveria receber 50 000 dólares, mas depois que Russell escalado, o salário dele aumentou para 400 000 dólares.
Geoffrey Holder, Carl Weathers e Bernie Casey foram considerados para o papel de Childs, e Carpenter também cogitava escalar Isaac Hayes, por ter trabalhado com ele em Escape from New York. Ernie Hudson era o favorito e quase foi escalado até que a equipe se reuniu com Keith David. The Thing foi o primeiro papel significativo de David no cinema, e vindo de uma formação teatral, ele teve que aprender a se conter no set e não mostrar todas as emoções de seu personagem e, para isso, contou com a orientação de Richard Masur e Donald Moffat. Masur e David discutiram seus personagens nos ensaios e decidiram que estes não gostariam um do outro. Para Blair, a equipe escolheu o então desconhecido Wilford Brimley, pois queriam um homem comum cuja ausência não seria questionada pelo público até o momento apropriado. A intenção com o personagem era que ele fosse infectado no início do filme, mas fora da tela, para seu estado fosse desconhecido para o público, ocultando suas intenções. Carpenter queria escalar Donald Pleasence, mas foi decidido que o ator era reconhecível demais para o papel. T. K. Carter foi escalado para o papel de Nauls, mas o comediante Franklyn Ajaye também fez um teste para o papel. Entretanto, ele fez um longo discurso sobre o personagem ser um estereótipo, após o qual a reunião foi encerrada.

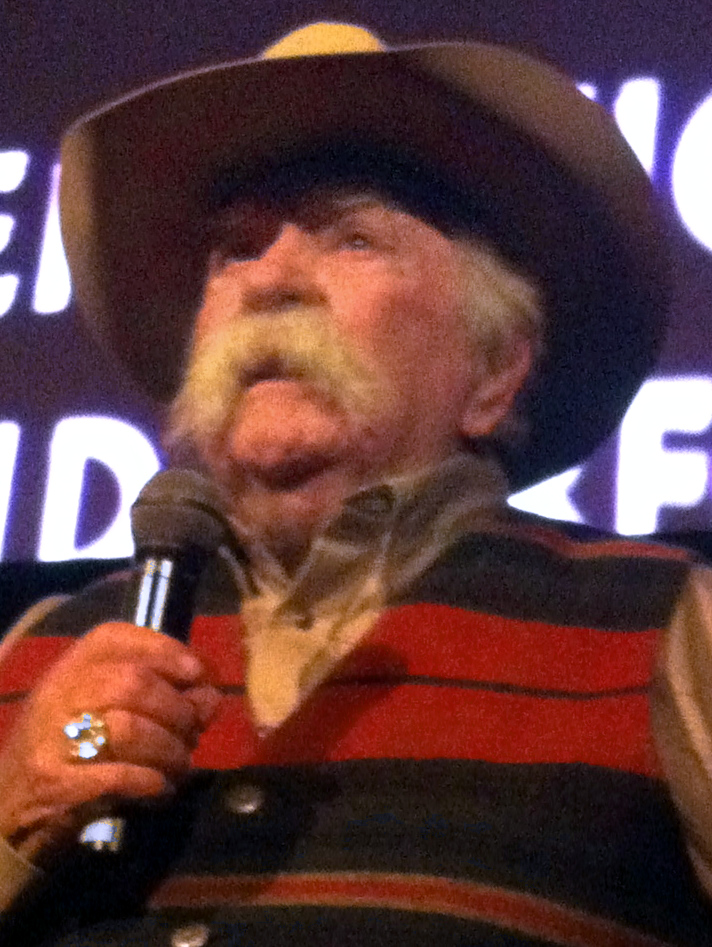
O ator Wilford Brimley em 2012. Ele foi escalado por sua persona de homem comum que permitiria que o público não percebesse sua ausência na trama até o momento certo.

Bottin tentou convencer a equipe a permiti-lo interpretar Palmer, mas isso foi considerado impossível devido às funções do artista no departamento de efeitos especiais. Como o personagem tem alguns momentos cômicos, os executivos da Universal sondaram para o papel, entre outros, os comediantes Jay Leno, Garry Shandling e Charles Fleischer, mas acabaram optando pelo ator David Clennon, que foi considerado mais adequado para interpretar os elementos dramáticos do personagem. Clennon tinha feito teste para o personagem Bennings, porém, preferiu dar vida ao "maconheiro de colarinho azul" Palmer do que a um "homem da ciência de colarinho branco". Powers Boothe, Lee Van Cleef, Jerry Orbach e Kevin Conway foram cogitados para o papel de Garry, bem como Richard Mulligan também foi considerado quando a produção experimentou a ideia de tornar o personagem mais próximo de MacReady quanto à faixa etária. Masur também fez teste para Garry, entretanto, pediu para interpretar Clark, pois gostava dos diálogos do personagem e também era fã de cachorros. O ator trabalhou diariamente com o cão-lobo Jed e seu adestrador, Clint Rowe, durante os ensaios, enquanto Rowe estava familiarizando o animal com os sons e cheiros das pessoas. Isso ajudou no desempenho de Masur e Jed na tela, já que o cão ficava ao lado dele sem procurar por seu adestrador. Masur descreveu seu personagem como alguém que não se interessa pelas pessoas, mas adora trabalhar com cães. Ele foi a uma loja de artigos de sobrevivência, comprou uma faca dobrável para seu personagem e a usou em um confronto com o personagem de David. Masur recusou um papel em E.T. the Extra-Terrestrial para interpretar Clark. William Daniels e Dennehy estavam interessados em interpretar Dr. Copper, entretanto, Carpenter decidiu entregar o papel a Richard Dysart no último segundo.
Nos primeiros rascunhos do roteiro, Windows era chamado de Sanchez e, posteriormente, de Sanders. O nome Windows surgiu quando o ator escolhido para o papel, Thomas Waites, estava experimentando um certo figurino e colocou um grande par de óculos escuros, os quais são usados pelo personagem no filme. Norbert Weisser interpreta um dos noruegueses, e Jed não foi creditado como o Cachorro-Coisa. A única presença feminina no filme é a voz do computador com o qual MacReady joga xadrez, dublada pela esposa de Carpenter à época, Adrienne Barbeau. Para Russell, a ideia de uma história apenas com homens foi interessante, uma vez que, sem mulheres, os homens não tinham ninguém para quem se exibir. Foster, Franco e Lancaster, junto com outros integrantes da equipe, fazem uma breve aparição em uma filmagem recuperada da equipe norueguesa. O operador de câmera Ray Stella se posicionou para a filmagem em que agulhas eram usadas para coletar sangue, dizendo a Carpenter que ele poderia fazer isso o dia todo. Franco também interpretou o norueguês empunhando um rifle e saindo do helicóptero durante a sequência de abertura. Anita Dann atuou como diretora de elenco.

### Filmagens
Antes do início das filmagens, Mike Ploog e Mentor Huebner elaboraram um extenso trabalho de storyboards para The Thing. O trabalho da dupla era tão detalhado que muitas das tomadas do filme reproduziram completamente o projeto gráfico. Cundey defendeu o uso da proporção de tela do formato anamórfico, acreditando que isso permitiria colocar vários atores no mesmo ambiente e valorizaria as vistas cênicas disponíveis, além de criar uma sensação de confinamento na imagem. Também possibilitou o uso do espaço negativo em torno dos atores para sugerir que algo pode estar escondido fora da tela.

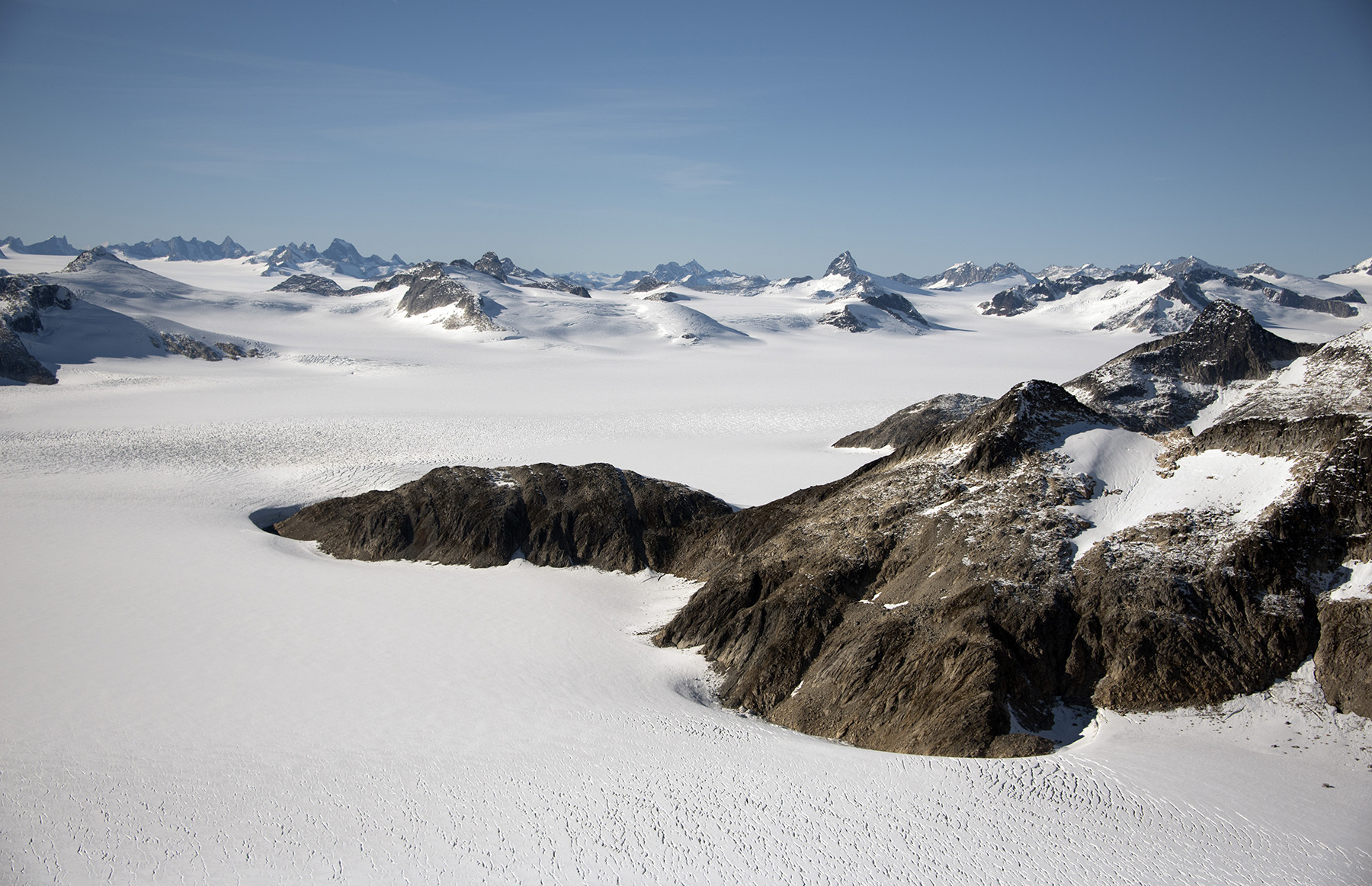
As filmagens começaram em agosto de 1981 em Juneau, no Alaska.

As filmagens começaram em 24 de agosto de 1981 em Juneau, Alasca, e duraram aproximadamente 12 semanas. Carpenter insistiu que precisaria de duas semanas de ensaios antes de filmar, pois queria verificar como as cenas seriam. Isso era incomum na época em função das despesas envolvidas. Posteriormente, as filmagens passaram a ser realizadas no complexo de estúdios da Universal, onde o calor externo estava acima de 38 °C. Os cenários internos foram climatizados a -2 °C para facilitar o trabalho. A equipe cogitou construir os cenários dentro de uma estrutura refrigerada existente, mas não conseguiu uma grande o suficiente. Em vez disso, eles coletaram todos os condicionadores de ar que puderam, fecharam o palco e usaram umidificadores e frascos pulverizadores para adicionar umidade ao ar. Depois de assistir a uma montagem inacabada das filmagens feitas até aquele momento, Carpenter ficou descontente com o fato de o filme apresentar muitas cenas de homens conversando. Ele reescreveu algumas cenas já concluídas para acontecerem ao ar livres e serem filmadas em locação quando as filmagens mudaram para Stewart, Colúmbia Britânica.
Carpenter estava determinado a usar locações autênticas em vez de cenários de estúdio, e seus êxitos em Halloween e The Fog (1980) deram-lhe credibilidade para assumir a produção de orçamento muito maior de The Thing. Então, foi escolhida uma área fora de Stewart, ao longo da costa canadense, o que ofereceu ao projeto facilidade de acesso e melhor aspecto cênico durante o dia. Em 2 de dezembro de 1981, cerca de 100 membros da equipe, americanos e canadenses, mudaram-se para a área para começar a filmar. Durante a viagem até lá, o ônibus da equipe deslizou na neve em direção à borda desprotegida da estrada, quase derrubando-o em um dique de 150 metros. Alguns integrantes da equipe permaneceram na pequena cidade mineradora durante as filmagens, enquanto outros estabeleceram-se em balsas residenciais no Canal de Portland. Eles viajaram 43 quilômetros ao longo de uma estrada sinuosa até o local das gravações no Alasca, onde os cenários externos da base de pesquisa foram construídos.
Os cenários foram construídos no Alasca durante o verão, no topo de uma área rochosa com vista para uma geleira, sendo preparados para quando a neve caísse e os cobrisse. Eles foram usados tanto para filmagens internas quanto externas, o que significava que não podiam ser aquecidos acima de zero para garantir que sempre houvesse neve no telhado. Do lado de fora, a temperatura estava tão baixa que as lentes da câmera congelavam e quebravam. A equipe teve que deixar as câmeras nas temperaturas de congelamento, pois mantê-las em ambiente interno no calor resultava em lentes embaçadas cujo reparo durava horas. As filmagens, que dependiam muito do clima, levaram três semanas para serem concluídas, com neve pesada tornando impossível filmar em alguns dias. Demorou oito horas para equipar os explosivos necessários para destruir o set no final do filme.
Keith David fraturou a mão em um acidente de carro um dia antes de começar a filmar. Ele compareceu às filmagens no dia seguinte, mas quando Carpenter e Franco notaram a mão inchada do ator, mandaram-no para o hospital, onde ele teve a mão perfurada por dois alfinetes. Ele voltou usando uma luva cirúrgica por baixo de uma luva preta que foi pintada para se parecer com sua pele. Sua mão esquerda não é vista na primeira metade do filme. Carpenter filmou as cenas do acampamento norueguês após as cenas finais, usando a base americana danificada como um substituto para o acampamento norueguês carbonizado. A destruição explosiva da base obrigou os assistentes de câmera a ficarem dentro do set com os explosivos, que foram ativados remotamente. Os assistentes então tiveram que correr para uma distância segura enquanto sete câmeras capturavam a destruição da base. Filmado numa época em que o uso pesado de efeitos especiais era raro, os atores tiveram que se adaptar para que Carpenter lhes descrevesse o que seus personagens estavam olhando, pois os efeitos especiais só seriam adicionados na pós-produção. Havia alguns bonecos usados para criar a impressão do que estava acontecendo na cena, mas em outros casos o elenco estaria olhando para uma parede ou um objeto marcado com um X.
O diretor de arte John J. Lloyd supervisionou o design e a construção de todos os cenários, já que o filme usava algumas locações não existentes. Cundey sugeriu que os cenários deveriam ter tetos e tubos vistos através da câmera para fazer os espaços parecerem mais claustrofóbicos.

### Pós-produção
Várias cenas do roteiro foram omitidas por conterem muitos diálogos que desaceleravam o ritmo e retiravam o suspense. Carpenter atribuiu alguns dos problemas ao seu método de direção, observando que várias sequências pareciam repetir eventos ou informações. Uma cena que mostrava uma perseguição a cães em uma motoneve foi removida do roteiro de filmagem, pois seria muito caro para filmar. Uma cena presente no filme, mas não no roteiro, apresenta um monólogo de MacReady. Carpenter acrescentou isso em parte para estabelecer o que estava acontecendo na história e também porque queria destacar o personagem heroico de Russell após este assumir o comando do acampamento. Carpenter disse que a experiência de Lancaster em escrever peças com muitos personagens não enfatizava personagens isolados. Desde Halloween, vários filmes de terror haviam replicado muitos dos elementos assustadores daquele filme, algo do qual Carpenter queria se afastar em The Thing. Ele excluiu cenas já filmadas do roteiro de Lancaster, como uma que mostrava a queda repentina de um corpo no acampamento norueguês, o que ele considerou muito clichê. Aproximadamente três minutos de cenas foram filmadas a partir do roteiro de Lancaster, as quais elaboravam a caracterização de fundo dos personagens.
Uma cena de MacReady inflando distraidamente uma boneca inflável enquanto assistia às fitas norueguesas foi filmada, mas descartada da versão final do filme. A boneca, mais tarde, apareceu em um momento de jump scare com Nauls. Outras cenas apresentavam mortes expandidas ou alternativas para vários personagens. No filme finalizado, os ossos carbonizados de Fuchs são descobertos, revelando que ele morreu fora da tela, mas uma tomada alternativa mostra seu cadáver empalado em uma parede com uma pá. Estava previsto que Nauls apareceria no final como uma massa de tentáculos parcialmente assimilada, mas no filme ele simplesmente desaparece. Carpenter esforçou-se bastante para encontrar uma maneira de transmitir ao público o conceito de assimilação pela criatura. O texto original de Lancaster previa que Benning morreria sendo puxado para baixo de uma camada de gelo pela Coisa, antes de ressurgir em diferentes áreas em vários estágios de assimilação. A cena exigiria da Universal a construção de um dos maiores espaços cenográficos até então, com sistemas hidráulicos sofisticados, cães e lança-chamas, algo que foi considerado muito caro para se produzir. Filmou-se uma cena de Bennings sendo assassinado por um agressor desconhecido, mas sentiu-se que a assimilação, que levou à sua morte, não havia sido explicada suficientemente. Com pouco tempo, e sem cenários internos restantes, um pequeno cenário foi construído, Maloney foi coberto com K-Y Gel, corante laranja e tentáculos de borracha. Luvas de monstro para uma criatura diferente foram reaproveitadas para demonstrar assimilação parcial.
Carpenter filmou vários finais para The Thing, incluindo um desfecho "mais feliz", uma vez que o editor Todd Ramsay achou que a conclusão niilista e sombria não seria bem aceita pelo público. Na tomada alternativa, MacReady é resgatado e submetido a um exame de sangue que prova que ele não está infectado. Carpenter afirmou que estilisticamente esse final teria sido "cafona". A editora Verna Fields foi incumbida de refazer o final para adicionar clareza e resolução. Foi finalmente decidido criar uma cena inteiramente nova, que omitia a suspeita de Childs estar infectado, removendo-o completamente, deixando MacReady sozinho. Em exibição-teste, este novo final teve uma rejeição ligeiramente menor entre o público, o que levou a equipe de produção a acatar o pedido do estúdio para usá-lo. Quando o filme estava pronto para ser exibido nos cinemas com esse desfecho, os produtores, Carpenter e a executiva Helena Hacker decidiram que seria melhor deixar o filme com ambiguidade em vez de nada. Carpenter deu sua aprovação para restaurar o final ambíguo, mas um grito foi inserido sobre a explosão da base para indicar a morte do monstro. Sidney Sheinberg, executivo da Universal, não gostou do niilismo do final e, de acordo com Carpenter, afirmou: "Pense em como o público reagirá se virmos a [Coisa] morrer com uma orquestra gigante tocando". Carpenter observou mais tarde que tanto o final original quanto a conclusão sem Childs não foram testados adequadamente com o público, o que o levou a considerar que o filme simplesmente não foi heroico o bastante.

### Música
Ennio Morricone compôs a partitura do filme, já que Carpenter queria que The Thing tivesse uma abordagem musical europeia. O cineasta foi a Roma para falar com Morricone e convencê-lo a aceitar o trabalho. Na época em que Morricone viajou até Los Angeles para gravar a partitura, ele já havia desenvolvido uma fita com uma série de músicas de sintetizador porque não tinha certeza do tipo de trilha que Carpenter queria. O compositor escreveu partituras orquestrais e de sintetizador completas separadas e uma partitura combinada, que ele acreditava ser a preferência do diretor. Carpenter escolheu uma peça, muito parecida com suas próprias partituras, que se tornou o tema principal usado ao longo do filme. Ele também tocou a partitura de Escape from New York para Morricone como exemplo. Morricone fez várias outras tentativas, trazendo a trilha para mais perto do próprio estilo musical de Carpenter. No total, Morricone produziu uma trilha sonora de aproximadamente uma hora que permaneceu sem uso, mas foi lançada posteriormente como parte da trilha sonora do filme. Carpenter e seu colaborador de longa data, Alan Howarth, desenvolveram separadamente algumas peças em estilo de sintetizador usadas no longa-metragem. Em 2012, Morricone lembrou:
Eu perguntei [a Carpenter], enquanto ele preparava uma música eletrônica com um assistente para editar o filme: "Por que você me ligou, se quer fazer isso sozinho?" Ele me surpreendeu, dizendo: "Eu me casei com a sua música. É por isso que eu liguei para você." (...) Aí quando ele me mostrou o filme, eu já havia escrito a música [e] não trocamos ideias. Ele se esquivou, quase com vergonha de me mostrar. Eu escrevi a música sozinho, sem suas recomendações. Naturalmente, como me tornei bastante inteligente desde 1982, escrevi várias partituras relacionadas à minha vida. E eu tinha escrito um, que era música eletrônica. E [Carpenter] pegou a partitura eletrônica.
Carpenter afirmou:
[Morricone] fez todas as orquestrações e gravou para mim 20 minutos de música que eu poderia usar onde quisesse, mas sem ver nenhuma filmagem. Cortei a música dele do filme e percebi que havia lugares, principalmente cenas de tensão, nos quais sua música não funcionava... Esquivei-me secretamente e gravei durante uns dois dias algumas peças para usar. Minhas peças eram peças eletrônicas muito simples — eram quase tons. Não era realmente música, mas apenas sons de fundo, algo que hoje você pode até considerar como efeitos sonoros.
No filme também são ouvidas as canções "Don't Explain", composta por Billie Holiday e Arthur Herzog Jr. e interpretada por Billie Holliday (MCA Records); e "Superstition", composta e interpretada por Stevie Wonder (Motown Record Corporation).

## Aspectos visuais

### Efeitos de criatura

A Coisa assimilando cães. Stan Winston foi contratado para finalizar este efeito. Trata-se de um fantoche colocado sobre um cenário suspenso e operado por manipuladores.

A maior parte dos efeitos especiais de The Thing foi projetada por Rob Bottin, que já havia trabalhado com Carpenter em The Fog (1980). Quando Bottin se juntou ao projeto em meados de 1981, a pré-produção estava em andamento, mas nenhum design havia sido definido para o alienígena. O artista Dale Kuipers havia elaborado previamente algumas pinturas que retratavam a aparência da criatura, mas ele deixou o projeto após ser hospitalizado depois de sofrer um acidente de trânsito, não tendo a chance de desenvolvê-las ainda mais com Bottin. Carpenter concebeu a Coisa como uma criatura de forma única, mas Bottin sugeriu que ela deveria estar em constante mudança e ser capaz de se parecer com qualquer coisa. O diretor inicialmente achou o conceito de Bottin "muito esquisito" e o fez trabalhar com Ploog no esboçamento das ideias. Como parte do projeto da Coisa, foi acordado que quem quer que fosse assimilado por ela se tornaria uma imitação perfeita, de modo que não se saberia quem era o alienígena. Os atores passaram horas durante os ensaios discutindo se saberiam que seus personagens haviam se tornado a Coisa quando chegasse o momento. Clennon disse que isso não importava, porque todos agiriam, pareceriam e cheirariam exatamente como antes de serem assimilados. No auge de seu trabalho, Bottin contou com uma equipe artística e técnica de 35 profissionais, e ele achava difícil trabalhar com tantas pessoas. Para ajudar a gerenciar a equipe, ele contratou Erik Jensen, um produtor de efeitos especiais com quem ele havia trabalhado em The Howling (1981), para ser o encarregado da unidade de efeitos especiais de maquiagem. A equipe de Bottin também incluía o supervisor de aspectos mecânicos Dave Kelsey, o coordenador de aspectos de maquiagem Ken Diaz, o ferramenteiro Gunnar Ferdinansen e a amiga de longa data de Bottin, Margaret Beserra, que administrava os trabalhos de pintura e penteado.
Ao projetar as diferentes formas da Coisa, Bottin explicou que a criatura tinha estado em toda a galáxia. Isso permitia que ela apresentasse diferentes atributos conforme necessário, como estômagos que se transformam em bocas gigantes e pernas de aranha brotando de cabeças. Bottin disse que a pressão que sentiu o levou a sonhar trabalhando em designs, alguns dos quais ele tomava nota depois de acordar. Uma ideia abandonada foi a inclusão de um conjunto de monstros bebês mortos, que foi considerada "muito nojenta". Bottin admitiu que não tinha ideia de como seus projetos seriam implementados na prática, mas Carpenter não os rejeitava. O cineasta comentou: "o que eu não queria era que um cara de terno acabasse com este filme (...) Eu cresci como uma criança assistindo a filmes de monstros de ficção científica, e sempre havia um cara de terno." De acordo com Cundey, Bottin era muito sensível quanto a seus designs e estava preocupado se o filme mostraria muitos deles. Em certo ponto, como um movimento preventivo contra qualquer censura, Bottin sugeriu, com o uso de cores, tornar mais fantásticas as transformações violentas da criatura e a aparência dos órgãos internos. A decisão foi feita para diminuir a cor do sangue e vísceras, embora muitas das filmagens já tivessem sido concluídas até então. Para os efeitos de criatura, usou-se uma variedade de materiais, incluindo maionese, creme de milho, chiclete aquecido em micro-ondas e K-Y Gel.

Momento em que Norris revela-se como a Coisa (topo) e sua cabeça com pernas de aranha (abaixo). Braços falsos foram anexados a um dublê amputado e "arrancados" pela cavidade no peito do monstro.

Durante as filmagens, Bottin, então com 21 anos, foi hospitalizado por exaustão, síndrome do desconforto respiratório agudo e úlcera hemorrágica, causadas por sua extensa carga de trabalho. Ele próprio explicou que poderia "acumular trabalho", optando por se envolver diretamente em muitas das tarefas complicadas. Sua dedicação ao projeto o levou a passar mais de um ano morando no complexo de estúdios da Universal. Bottin disse que não tirou sequer um dia de folga durante esse período e dormiu nos sets ou em vestiários. Para tirar um pouco da pressão de sua equipe, Bottin pediu a ajuda do especialista em efeitos especiais Stan Winston para concluir alguns dos projetos, principalmente o Dog-Thing. Com tempo insuficiente para criar uma criatura mecânica sofisticada, Winston optou por criar um fantoche de mão. Construiu-se um molde do braço e da cabeça do artista de maquiagem Lance Anderson, em torno do qual o Dog-Thing foi esculpido em argila à base de óleo. A versão definitiva do boneco de espuma de látex, usado por Anderson, apresentava olhos controlados por rádio e pernas controladas por cabos, e era operado a partir da parte inferior de um cenário suspenso sobre o qual o canil foi construído. A gosma proveniente do fantoche vazou sobre Anderson durante os dois dias de filmagem da cena, e o profissional teve que usar um capacete para se proteger dos rojões explosivos que simulavam tiros. Anderson puxou os tentáculos para dentro do Dog-Thing e o recurso da filmagem revertida foi usado para criar o efeito de eles deslizarem do corpo da criatura. Winston recusou-se a ser creditado por seu trabalho, insistindo que Bottin merecia o crédito exclusivo; ainda assim, Winston recebeu um agradecimento nos créditos.
Na cena da "mordida no peito", Dr. Copper tenta reanimar Norris com um desfibrilador. Revelando-se como a Coisa, o peito de Norris-Thing se transforma em uma grande boca que corta os braços de Copper. Bottin realizou essa cena com o auxílio de um sósia amputado e aplicando-lhe braços protéticos cheios de ossos de cera, veias de borracha e gelatina. Os braços foram então colocados na boca do estômago cenográfico, onde as mandíbulas mecânicas os apertaram, momento em que o ator se afastou, cortando os braços falsos. O efeito da cabeça de Norris-Thing soltando-se do corpo para se salvar levou muitos meses de testes até que Bottin ficasse satisfeito o suficiente para filmá-lo. A cena envolveu um efeito de fogo, mas a equipe não sabia que os vapores dos produtos químicos da espuma de borracha dentro do boneco eram inflamáveis. O fogo acendeu os vapores, criando uma grande bola de fogo que engolfou a marionete. Ela sofreu apenas danos mínimos depois que o fogo foi apagado, e a equipe conseguiu filmar a cena com sucesso. Randall William Cook, especialista em stop-motion, desenvolveu uma sequência para o final do filme, na qual MacReady é confrontado pelo gigantesco Blair-Thing. Cook criou um modelo em miniatura do cenário e filmou tomadas de grande ângulo do monstro em stop motion, mas Carpenter não se convenceu do efeito e usou apenas alguns segundos dele. Foram necessárias 50 pessoas para operar o boneco Blair-Thing em tamanho real.
A produção pretendia usar uma câmera centrífuga — um tambor giratório com uma plataforma de câmera fixa — para a cena de Palmer-Thing, permitindo que ele parecesse correr diretamente pela parede e pelo teto. Novamente, o custo era muito alto, a ideia foi abandonada e o momento foi registrado com um dublê caindo sobre um chão que simulava o teto da base. O dublê Anthony Cecere substituiu Palmer-Thing depois que MacReady o incendiou, fazendo-o se chocar na parede da base.

### Visuais e iluminação
Cundey trabalhou com Bottin para determinar a iluminação apropriada para cada criatura. Ele queria exibir o trabalho de Bottin em virtude de seus detalhes, mas tinha consciência de que mostrar demais revelaria sua natureza artificial, quebrando a ilusão. Cada encontro com o alienígena foi planejado para ocorrer em áreas onde eles poderiam justificar o uso de uma série de pequenas luzes para destacar a superfície e texturas do modelo de criatura em particular. Cundey iluminava a área atrás da criatura visando um detalhamento de sua forma geral. Ele trabalhou com a Panasonic e algumas outras empresas para desenvolver uma câmera capaz de ajustar automaticamente a exposição à luz em diferentes velocidades de filme. Ele queria tentar filmar a criatura em velocidades rápida e lenta, acreditando que isso criaria um efeito visual mais interessante; no entanto, isso não foi possível naquele momento. Para o restante dos cenários, Cundey criou um contraste iluminando os interiores com luzes mais quentes penduradas no alto em tons cônicos para que eles ainda pudessem controlar a iluminação e ter áreas escurecidas no set. O exterior era constantemente banhado por uma luz azul e fria que Cundey descobrira ser usada nas pistas de aeroportos. A superfície reflexiva da neve e a luz azul ajudaram a criar a impressão de frio. A equipe também providenciou lança-chamas e sinalizadores em tons de magenta usados pelos atores para criar uma iluminação dinâmica.
A equipe queria filmar originalmente em preto e branco, mas a Universal não concordou, alegando que isso prejudicaria a venda dos direitos do filme para a televisão. Todavia, Cundey sugeriu suavizar as cores o máximo possível. O interior dos sets e os adereços foram pintados em cores neutras, como o cinza, enquanto os figurinos apresentavam uma mistura de tons de marrom, azul e cinza escuros. A iluminação era usada como recurso para adicionar cor. Albert Whitlock forneceu cenários pintados em fosco, incluindo a cena em que os americanos descobrem a gigantesca nave alienígena enterrada no gelo. Uma cena em que MacReady caminha até um buraco no gelo onde o alienígena estava enterrado foi filmada na Universal, enquanto a área ao redor, incluindo a nave alienígena, o helicóptero e a neve são apenas pinturas.
John Wash, amigo de Carpenter e responsável pela simulação de computador vista na abertura de Escape from New York, projetou o programa de computador que mostra como a Coisa assimila outros organismos. A artesã Susan Turner construiu a nave alienígena que se aproxima da Terra na sequência pré-créditos, a qual apresentava 144 luzes estroboscópicas. Drew Struzan elaborou o pôster do filme. Ele o completou em 24 horas, baseando-se apenas em uma breve instrução, sabendo pouco sobre o filme.

## Lançamento

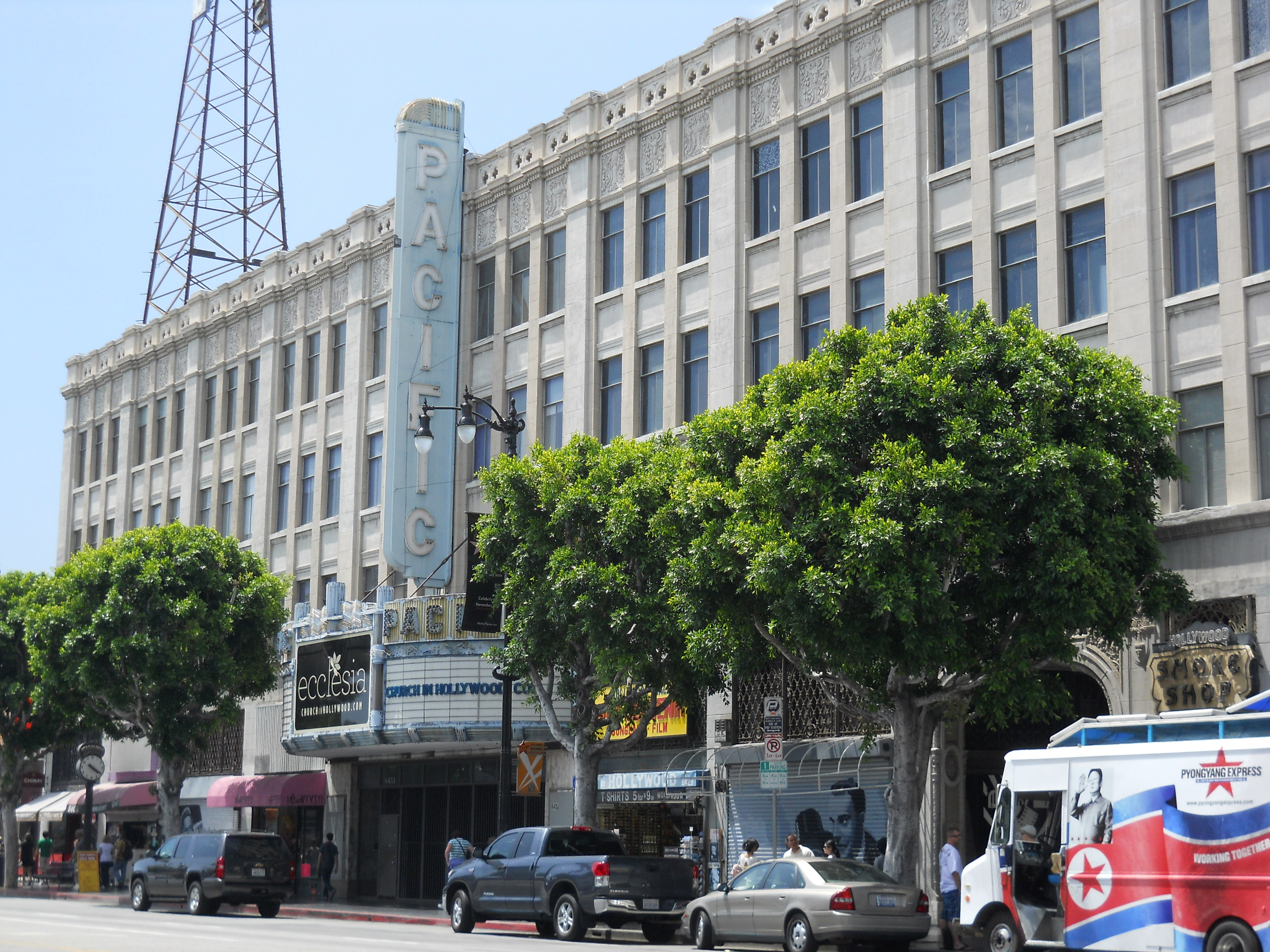
Uma pré-estréia especial de The Thing foi realizada no Hollywood Pacific Theatre, apresentada por Elvira, Mistress of the Dark.

A falta de informações sobre os efeitos especiais do filme chamou a atenção dos exibidores cinematográficos no início de 1982. Eles queriam ter certeza de que The Thing era uma produção de primeira linha, capaz de atrair o público. Cohen e Foster, dispondo de um editor especialmente contratado e do arquivo musical da Universal, elaboraram um vídeo de 20 minutos enfatizando a ação e o suspense da obra. Eles usaram as filmagens disponíveis, incluindo cenas alternativas e estendidas não incluídas na versão final do filme, porém, evitaram ao máximo revelar os efeitos especiais. A reação dos exibidores do sexo masculino foi predominantemente positiva e Robert Rehme, executivo da Universal, afirmou a Cohen que o estúdio estava contando com o sucesso de The Thing, visto que eles esperavam que E.T. the Extra-Terrestrial atrairia apenas o público infantil. Durante a finalização do longa-metragem, a Universal enviou a Carpenter um estudo demográfico mostrando que o apelo do público aos filmes de terror havia diminuído 70% nos seis meses anteriores. Com base nessa informação, o cineasta sugeriu que as expectativas quanto ao desempenho do filme fossem reduzidas. Depois de uma exibição-teste para pesquisa de mercado, Carpenter questionou as impressões do público, ao que uma jovem na plateia perguntou: "Bom, o que aconteceu no final? Qual deles era a Coisa e qual era o herói?" Quando Carpenter respondeu que dependia da imaginação dela, a espectadora comentou: "Meu Deus. Eu odeio isso."
Após retornar de uma exibição-teste de E.T. the Extra-Terrestrial, o silêncio do público diante de um trailer de The Thing fez com que Foster comentasse: "Estamos mortos". Como resultado da reação às pré-exibições públicas de The Thing, o estúdio trocou o material publicitário sombrio em preto e branco aprovado pelos produtores por uma imagem colorida de uma pessoa com um rosto brilhante. A tagline também foi alterada de "O homem é o lugar mais quente para se esconder"  — escrito por Stephen Frankfort, também responsável pela tagline de Alien, "No espaço, ninguém pode ouvir você gritar" — para "O máximo em terror alienígena", numa tentativa de atrair o público de Alien. Carpenter tentou na última hora mudar o título do filme para Who Goes There?, sem sucesso. Uma semana antes do lançamento, o diretor promoveu o filme com clipes no programa Late Night with David Letterman. Em 1981, a revista de horror Fangoria realizou um concurso encorajando os leitores a enviar desenhos de como seria a Coisa. Os vencedores foram recompensados com uma viagem ao Universal Studios. No dia da estreia do filme, uma exibição especial foi realizada no Hollywood Pacific Theatre e conduzida por Elvira, Mistress of the Dark, com entrada gratuita para os que aparecessem fantasiados de monstros.

### Bilheteria
The Thing foi lançado nos Estados Unidos em 25 de junho de 1982. Durante o fim de semana de estreia, o filme arrecadou 3,1 milhões de dólares em 840 cinemas - uma média de 3 699 dólares por sala - terminando como o oitavo filme mais visto no fim de semana, atrás do terror sobrenatural Poltergeist (4,1 milhões), o qual já estava em seu quarto fim de semana de lançamento, e à frente do filme de ação Megaforce (2,3 milhões). O longa-metragem saiu da lista dos dez filmes de maior bilheteria após três semanas. Terminou seu período de exibição arrecadando um total de 19,6 milhões de dólares ante seu orçamento de 15 milhões, tornando-o apenas o 42º filme de maior bilheteria de 1982. Não foi um fracasso de bilheteria, mas também não foi um sucesso.
Desde seu lançamento, historiadores culturais e críticos têm tentado entender o que levou ao fracasso inicial da obra em se conectar com o público. Em uma entrevista de 1999, Carpenter afirmou que o público rejeitou The Thing pelo ponto de vista niilista e deprimente do filme em um momento no qual os Estados Unidos estavam no meio de uma recessão. Quando lançado, competiu com E.T. the Extra-Terrestrial (619 milhões de dólares), um filme mais voltado para a família lançado duas semanas antes e que oferecia uma visão mais otimista sobre a visitação alienígena. Carpenter o descreveu como o oposto de seu filme. The Thing e o filme de ficção científica Blade Runner foram lançados no mesmo dia; este último estreou na segunda posição naquele fim de semana, obtendo 6,1 milhões de dólares, e arrecadou um total de 33,8 milhões. Também foi considerado um fracasso comercial e crítico na época. Alguns analistas culparam o excesso de filmes de ficção científica e fantasia lançados naquele ano, incluindo Conan the Barbarian (130 milhões de dólares), Poltergeist (121,7 milhões), Mad Max 2 (34,5 milhões), Star Trek II: The Wrath of Khan (97 milhões), e Tron (33 milhões). Outros culparam a fraca campanha de divulgação da Universal, incapaz de competir com as demais campanhas publicitárias de filmes proeminentes lançados naquele verão.
Outro fator foi a classificação R recebida pelo filme, a qual restringia o público a maiores de 17 anos, a menos que acompanhados por um adulto. Poltergeist, por exemplo, recebeu uma classificação PG, permitindo sua exibição a famílias e crianças mais jovens.

### Resposta da crítica
O filme recebeu críticas negativas em seu lançamento, além de hostilidade por seu tom cínico e anti-autoritário e efeitos especiais gráficos. A Cinefantastique publicou uma edição com The Thing na capa perguntando: "Será este o filme mais odiado de todos os tempos?" Alguns críticos o rejeitaram, chamando-o de "o filme idiota por excelência dos anos 80", "lixo instantâneo" e "excesso miserável". Alan Spencer, da Starlog, considerou-o um filme de terror "frio e estéril" que tentava lucrar com o público do gênero, indo contra o "otimismo de E.T., o retorno reconfortante de Star Trek II, a perfeição técnica de Tron e a integridade absoluta de Blade Runner".
A trama foi criticada como "chata" e prejudicada pelos efeitos especiais. Linda Gross, do Los Angeles Times, descreveu The Thing como "desolado, desesperado e niilista" e sem sentimento, o que significa que a morte dos personagens não importava. Spencer comentou que o filme tinha continuidade desleixada, ausência de ritmo e era desprovido de cordialidade ou humanidade. Em resenha na Newsweek, David Ansen opinou que o longa confundiu o uso de efeitos com a criação de suspense, e que faltou drama por "sacrificar tudo no altar do gore". Dave Kehr, do Chicago Reader, considerou o diálogo banal e descartável, fazendo com que os personagens pareçam e soem semelhantes. Em sua crítica no Washington Post, Gary Arnold comentou que foi um toque espirituoso o filme começar com a base norueguesa já destruída, evitando o tipo de armadilhas vistas na versão de 1951, enquanto David Denby, da New York, lamentou que a ameaça de The Thing seja apenas mostrada externamente, sem focar no que se passa com alguém que pensa ter sido assimilado. Roger Ebert considerou o filme assustador, mas não viu nele nada de original além dos efeitos especiais, ao passo que Vincent Canby afirmou no The New York Times que o espectador se divertiria apenas se precisasse ver cabeças com pernas de aranha e autópsias de cães.
As críticas quanto às atuações foram geralmente positivas, enquanto as representações dos personagens eram descritas negativamente. Ebert comentou que faltava caracterização, de modo que o que se apresentava eram estereótipos básicos que existiam apenas para serem mortos. Spencer, por sua vez, achou os personagens desinteressantes, embora considerasse que os atores tinham feito o melhor possível com o material. Em resenha na Time, Richard Schickel apontou Russell como o herói "robusto" e que os outros personagens não eram caracterizados de forma tão forte ou espirituosa, ao passo que a Variety afirmou que a condição heroica de Russell foi prejudicada pela atitude "suicida" adotada em relação ao final do filme. Outras resenhas criticaram implausibilidades, como personagens vagando sozinhos pela neve. Kehr não gostou da falta de união dos homens contra a Coisa, e várias críticas notaram uma falta de camaradagem e romance, o que, para Arnold, reduzia qualquer interesse além dos efeitos especiais.
Os efeitos especiais do filme foram simultaneamente elogiados e criticados por serem considerados tecnicamente brilhantes, mas visualmente repulsivos e excessivos. As críticas referiram-se ao trabalho de Bottin como "genial", observando que os designs eram originais, inesquecíveis, "coloridamente horríveis" e o chamaram de "mestre do macabro". Arnold escreveu que a cena da "mordida no peito" demonstrou "criatividade apavorante" e a cena seguinte da cabeça decepada foi "loucamente macabra", comparando-as com o rompimento do peito em Alien e às cenas de cabeça decepada. A Variety o descreveu como "o filme de terror mais vividamente horripilante que já apareceu nas telas". Por outro lado, Denby os considerou mais nojentos do que assustadores, e lamentou a tendência dos filmes de terror de abrir o corpo humano cada vez mais beirando a obscenidade, Spencer afirmou que o cuidado e orgulho de Bottin por seu ofício eram mostrados nos efeitos, porém, tanto eles quanto Schickel os consideraram opressivos e "desperdiçados" pela ausência personagens fortes e história. Canby, por sua vez, disse que os efeitos eram "falsos demais para serem considerados nojentos". Canby e Arnold opinaram que a falta de uma forma única e discernível da criatura era prejudicial, e escondê-la dentro de humanos tornava difícil acompanhá-la. Para Arnold, a versão de 1951 era menos versátil, porém prendia a atenção mais facilmente.
Gross e Spencer elogiaram as conquistas técnicas do filme, particularmente a cinematografia "congelada" de Cundey, o som, a edição e a trilha de Morricone. Spencer criticou a direção de Carpenter, dizendo que era uma tentativa "fútil" do cineasta de dar ao público o que ele achava que as plateias queriam e que Carpenter não foi feito para dirigir ficção científica, mas sim "acidentes de trânsito, destroços de trens e açoites públicos". Ansen comentou que retratar "atrocidade em prol de atrocidade" era muito negativo para Carpenter. 
The Thing foi frequentemente comparado a filmes semelhantes, particularmente Alien, Invasion of the Body Snatchers (1978) e The Thing from Another World. Ebert e Denby disseram que The Thing parecia um derivado desses filmes, os quais contavam a história de uma maneira melhor. A Variety considerou-o inferior à versão de 1951. Arnold definiu The Thing como uma versão exagerada de Alien que atendia às exigências de um espetáculo de horror.
O ator Kenneth Tobey e o diretor Christian Nyby, ambos de The Thing from Another World, também criticaram o filme. Nyby disse: "Se você quer sangue, vá ao matadouro (...) Resumindo, é um excelente comercial para a J&B Scotch". Tobey destacou os efeitos visuais, dizendo que eles "eram tão explícitos que, na verdade, destruíram a maneira como você deveria se sentir em relação aos personagens (...) Eles se tornaram quase um filme em si mesmos, e eram um pouco horríveis demais." No livro Science Fiction (1984), de Phil Hardy, um crítico descreveu o filme como um "fracasso surpreendente" e o descreveu como "o filme mais insatisfatório de Carpenter até hoje". Segundo a resenha, a narrativa "parece pouco mais do que uma desculpa para os vários conjuntos de efeitos especiais e o herói de Russell não é mais do que uma cifra em comparação com o personagem completo de Tobey no The Thing de Howard Hawks". Clennon complementou que cenas introdutórias para os personagens, omitidas do filme, dificultaram o contato do público com eles, roubando-lhe um pouco do apelo mais amplo de Alien.

### Prêmios e indicações
The Thing recebeu nomeações da Academia de Filmes de Ficção Científica, Fantasia e Horror nas categorias de Melhor Filme de Terror e Melhores Efeitos Especiais, mas perdeu para Poltergeist e E.T. the Extra-Terrestrial, respectivamente. O filme também foi indicado ao Framboesa de Ouro de Pior Trilha Sonora.

## Pós-lançamento

### Consequências
O impacto sobre Carpenter foi imediato — ele foi recusado para a direção do filme de terror e ficção científica Firestarter (1984) devido ao fraco desempenho de The Thing. O sucesso de suas produções anteriores lhe rendera um contrato para dirigir vários filmes na Universal, mas o estúdio optou pela quebra contratual e pagou uma multa ao cineasta. Ele continuou a fazer filmes posteriormente, mas perdeu a confiança e não falou abertamente sobre o fracasso de The Thing até 1985, quando declarou, em entrevista para a Starlog: "Fui chamado de 'um pornógrafo da violência' (...) Eu não fazia ideia de que seria recebido dessa maneira (...) The Thing era muito forte para aquela época. Eu sabia que seria forte, mas não imaginava que seria tão forte assim (...) Não levei em consideração o gosto do público." Pouco depois do lançamento, Wilbur Stark processou a Universal em 43 milhões de dólares por "calúnia, quebra de contrato, fraude e engano", alegando que ele sofreu uma perda financeira em razão de a Universal não tê-lo creditado adequadamente na campanha publicitária do filme e por mostrar seu nome durante os créditos finais, uma posição de menor prestígio. Stark também afirmou que ele "contribuiu muito para o [roteiro]". David Foster respondeu que Stark não teve envolvimento na produção do filme e havia recebido crédito adequado em todos os materiais. Posteriormente, Stark abriu um processo de mais de 15 milhões de dólares por causa dos comentários de Foster. O resultado das ações é desconhecido.

### Mídia doméstica
Embora The Thing não tenha feito sucesso na época de seu lançamento original, foi redescoberto por novos públicos e ganhou admiradores quando disponibilizado em home-vídeo e, mais tarde, na televisão. Sidney Sheinberg editou uma versão do filme para transmissão televisiva, acrescentando narração e um final diferente, no qual a Coisa imita um cachorro e escapa do acampamento em ruínas. Carpenter rejeitou essa versão e teorizou que Sheinberg tinha ficado bravo por ele não ter aceitado suas ideias criativas para a versão exibida nos cinemas.
The Thing foi lançado em DVD em 1998 em uma edição que apresentava conteúdo adicional, como The Thing: Terror Takes Shape — um documentário detalhado sobre a produção, cenas excluídas e alternativas, além de comentários de Carpenter e Russell. Uma versão em HD DVD foi lançada em 2006 contendo os mesmos recursos, bem como uma edição em Blu-ray em 2008, contendo apenas os comentários de Carpenter e Russell e alguns vídeos de bastidores disponíveis via picture-in-picture durante o filme. Um lançamento em Blu-ray de 2016 apresentou uma restauração do filme em resolução 2K, supervisionada por Dean Cundey. Além de incluir recursos anteriores, como a faixa de comentários e Terror Takes Shape, adicionou entrevistas com o elenco e equipe e segmentos que se concentram na música, roteiro, edição, arte de Ploog, uma entrevista com Alan Dean Foster, que escreveu a romantização do filme, e a versão do longa para transmissão televisiva, a qual é 15 minutos mais curta do que o corte para os cinemas. Uma restauração em resolução 4K foi lançada em 2017 em Blu-ray, inicialmente apenas no Reino Unido e com uma tiragem limitada de 8.000 unidades. A restauração foi criada usando o negativo original do filme e foi supervisionada por Carpenter e Cundey.
A MCA lançou a trilha sonora de The Thing em 1982, ao passo que a Varèse Sarabande a relançou em 1991 em CD e fita cassete. Essas versões encontram-se fora de catálogo. Em 2011, Howarth e Larry Hopkins restauraram a trilha sonora de Morricone usando técnicas digitais atualizadas e organizaram as faixas na ordem em que aparecem no filme. O álbum também inclui faixas compostas por Carpenter e Howarth para o filme. Uma versão remasterizada da partitura foi lançada em vinil em 23 de fevereiro de 2017; uma edição de luxo incluiu uma entrevista exclusiva com Carpenter. Em maio de 2020 foi lançado um extended play (EP), intitulado Lost Cues: The Thing, o qual contém as contribuições de Carpenter para a trilha sonora de The Thing. O cineasta teve de regravar a trilha musical, uma vez que as masterizações originais foram perdidas.

## Análise temática
O tema central de The Thing gira em torno da paranoia e da desconfiança. Fundamentalmente, o filme é sobre a perda da confiança em uma pequena comunidade, instigada por diferentes formas de paranoia causadas pela possibilidade de alguém não ser quem diz ser ou de seu melhor amigo poder ser seu inimigo. Retrata a constante desconfiança do ser humano em relação ao outro e o medo de ser traído por aqueles que conhecemos e, em última instância, por nosso corpo. A temática continua atual porque o assunto paranoia se adapta à época. The Thing centra-se em ser incapaz de confiar em seus pares, mas isso pode ser interpretado como desconfiança de instituições inteiras.
Desenvolvido em uma era de tensões da guerra fria entre os Estados Unidos e a União Soviética, o filme remete à ameaça de aniquilação nuclear por destruição mútua assegurada. Daniel Clarkson Fisher, da Diabolique, observa que MacReady destrói o computador com o qual joga xadrez após receber o xeque-mate e, da mesma forma, jura destruir a Coisa, mesmo que às custas da equipe. O comportamento isolacionista ao estilo da Guerra Fria fere o grupo, enquanto a falta de confiança o destrói. Michael Edward Taylor, da Screen Rant, faz alusões entre The Thing e as questões políticas da Ameaça Vermelha e do Macarthismo, uma vez que o filme transmite um medo anticomunista de infecção de áreas civilizadas que levará à assimilação e imitação. Segundo John Lingsan, da Slant Magazine, os homens exibem um nível de "contraculturalismo fatigado" pós-Guerra do Vietnã (1955-1975) — a rejeição das normas sociais convencionais, cada uma definida por suas próprias excentricidades.

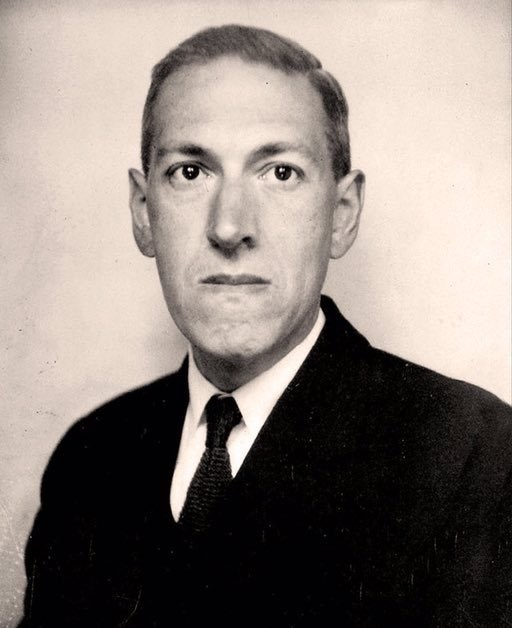
A obra do escritor H. P. Lovecraft foi uma inspiração para o filme de Carpenter. A Coisa sem forma e indefinível foi comparada às forças indescritíveis e sobrenaturais de Lovecraft.

O roteiro de Lancaster evitou personagens femininas por ele acreditar que uma mulher seria um interesse amoroso que inevitavelmente atrapalharia o andamento da trama. Noah Berlatsky, da revista The Atlantic, comentou que, ao contrário dos filmes típicos do gênero de terror, neste as mulheres são excluídas, permitindo que a Coisa seja identificado como o medo de não ser homem ou de ser homossexual. De fato, várias assimilações envolvem penetração, tentáculos e, no caso de Norris, uma abertura no ventre para dar origem a sua própria réplica. O gênero slasher favorece as intérpretes femininas, visto que elas são percebidas como mais fracas e, portanto, mais empáticas, proporcionando um alívio catártico quando derrotam o vilão, mas em The Thing os homens não estão destinados a sobreviver. Para Patrick Marlborough, da Vice, The Thing é uma visão crítica da masculinidade. Identificar a Coisa requer intimidade, confissão e empatia para além da criatura, algo que a masculinidade impede como opção. Aprisionados pelo orgulho e pelo desenvolvimento emocional atrofiado, os homens são incapazes de confrontar a verdade por medo de se sentirem constrangidos e expostos. Berlatsky observou que MacReady evita apegos emocionais e é o mais paranoico, o que permite que ele seja o herói. Esse distanciamento trabalha contra ele no final, o que deixa MacReady preso em uma fútil desconfiança em relação a Childs, cada um sem realmente conhecer o outro.
Kyle Anderson, do Nerdist, e Orrin Gray, da Strange Horizons, analisaram The Thing como um exemplo do horror cósmico típico do autor H. P. Lovecraft, baseado na noção de que existem seres antigos não-humanos que não se importam com a humanidade de forma alguma. Isso também inclui o medo de perder a própria humanidade e ser consumido, figurativa ou literalmente, por essas criaturas monstruosas horripilantes. A Coisa é um ser além de nossa compreensão e possui a capacidade de destruir toda a vida na Terra rapidamente. Assim como Lovecraft deixou suas criaturas sem descrição, a Coisa pode ser vista, mas sua forma é indescritível, além do domínio do conhecimento humano. Gray observa que MacReady representa o protagonista mais tradicional do cinema de Hollywood, enquanto Blair retrata o protagonista Lovecraftiano, o qual sucumbe ao medo da criatura, enlouquece com as implicações da natureza dela e, eventualmente, transforma-se naquilo que teme.
A Coisa nunca fala ou dá um motivo para suas ações e persegue implacavelmente seu objetivo. Gray descreve a criatura como o medo da perda de si mesmo. Ela ataca, consome e imita um indivíduo perfeitamente em memórias e comportamentos. O original é assimilado por uma cópia alienígena virtualmente impossível de identificar. Em análise publicada no Den of Geek, Mark Harrison e Ryan Lambie comentaram que a essência da humanidade é o livre arbítrio, que é roubado pela Coisa, possivelmente sem que o indivíduo saiba que foi dominado. Em uma entrevista de 1982, quando teve a opção de descrever The Thing como "pró-ciência", como Who Goes There? ou "anticientífico" como The Thing from Another World, Carpenter o definiu como "pró-humano", afirmando: "É melhor ser um ser humano do que uma imitação, ou nos deixar ser dominados por essa criatura que não é necessariamente má, mas cuja natureza é simplesmente imitar, como um camaleão." Também foram feitas alusões entre a cena do teste de sangue e a epidemia de HIV na época, o qual só poderia ser identificado por meio de um exame sanguíneo.
Desde seu lançamento, muitas teorias foram desenvolvidas para tentar responder ao final ambíguo do filme compartilhado por MacReady e Childs. Várias delas sugerem que Childs foi infectado, citando a declaração de Dean Cundey de que ele deliberadamente forneceu uma iluminação sutil aos olhos de personagens não infectados, algo ausente em Childs. Da mesma forma, outras notaram que não há vapor saindo da boca do personagem no ar frio. Embora ambos os aspectos estejam presentes em MacReady, sua ausência em Childs foi explicada como um problema técnico de filmagem. Durante a produção, Carpenter considerou que MacReady estava infectado e um final alternativo mostrava o personagem sendo resgatado e testado definitivamente como não infectado. Russell disse que analisar a cena em busca de pistas é "não entender o ponto". Ele continuou: "[Carpenter] e eu trabalhamos no final daquele filme juntos por muito tempo. Ambos estávamos trazendo o público de volta à estaca zero. No final do dia, essa era a posição em que aquelas pessoas estavam. Elas simplesmente não sabiam de nada (...) Não faziam ideia se sabiam quem eram (...) Eu adoro que, ao longo dos anos, aquele filme tenha seu devido valor reconhecido, pois as pessoas foram capazes de superar o horror do monstro (...) para ver do que se tratava o filme, que era a paranoia." Apesar disso, Carpenter brincou: "Agora eu sei quem é a Coisa no final, mas não posso te dizer."

## Legado

### Reavaliação crítica
Nos anos seguintes ao seu lançamento, críticos e fãs reavaliaram The Thing como um marco do gênero terror. Em crítica publicada em 1992, Peter Nicholls descreveu a obra como "um filme sombrio e memorável [que] ainda pode ser visto como um clássico". Foi considerado um dos melhores ou o melhor filme dirigido por Carpenter. John Kenneth Muir o definiu como "o esforço de direção melhor realizado e mais subestimado de Carpenter" e o crítico Matt Zoller Seitz afirmou que "é um dos maiores e mais elegantes filmes B já feitos".
Trace Thurman o considerou um dos melhores filmes já produzidos e, em 2008, a Empire selecionou-o como um dos 500 maiores filmes de todos os tempos, classificando-o no #289, descrevendo-o como "uma obra-prima incomparável de suspense implacável, excesso visual de encher os olhos e terror absoluto e niilista". É agora considerado um dos maiores filmes de terror já produzidos e um clássico do gênero. Várias publicações o incluíram em suas listas de melhores filmes de 1982, entre elas Filmsite.org, Film.com e Entertainment Weekly. Nas palavras de Muir, trata-se do "melhor filme de ficção científica e terror de 1982, um ano incrivelmente competitivo e talvez [seja] até o melhor filme de gênero da década". A Complex o considerou o nono melhor da década e a "maior refilmagem de gênero de todos os tempos". Numerosas publicações classificaram-no como um dos melhores filmes de ficção científica, incluindo o #4 pelo IGN (2016); #12 pelo Thrillist (2018); #17 pelo GamesRadar+ (2018); #31 pela Paste (2018); #32 pela Esquire (2015) e Popular Mechanics (2017); e #76 pelo Rotten Tomatoes (2017), com base em sua pontuação média de críticas.
Semelhantemente, The Thing apareceu em várias listas dos principais filmes de terror, incluindo o #1 pelo The Boston Globe; #2 pelo Bloody Disgusting (2018); #4 pela Empire (2016); e #6 pela Time Out (2016). A Empire listou seu pôster como o 43º melhor cartaz de filme de todos os tempos. Em 2016, o British Film Institute nomeou-o um dos 10 melhores filmes sobre visitas alienígenas à Terra. Foi eleito o nono melhor filme de terror de todos os tempos em uma votação dos leitores da Rolling Stone e é considerado um dos melhores exemplos do subgênero horror corporal. O GamesRadar+ listou o final do longa como um dos 25 melhores de todos os tempos. O agregador de críticas contemporâneas Rotten Tomatoes lhe atribui 84% de aprovação com base nas avaliações de 64 críticos - uma classificação média de 7,39/10; o site apresenta o seguinte consenso: "Mais sombrio e aterrorizante do que a produção dos anos 1950, The Thing de John Carpenter é um thriller tenso de ficção científica repleto de tensão convincente e alguns efeitos de maquiagem notáveis." O filme também apresenta uma pontuação de 57 de 100 no Metacritic com base em 13 avaliações, indicando "críticas mistas ou médias".
Em uma entrevista de 2011, Carpenter comentou que a obra era, provavelmente, seu filme favorito de sua própria filmografia. Ele lamentou que levou muito tempo para The Thing encontrar um público mais amplo, dizendo: "Se The Thing tivesse sido um sucesso, minha carreira teria sido diferente. Eu não teria que fazer as escolhas que fiz. Mas eu precisava de um emprego. Não estou dizendo que detesto os filmes que fiz. Adorei fazer Christine (1983), Starman (1984), Big Trouble in Little China (1986), todos esses filmes. Mas minha carreira teria sido diferente."

### Impacto cultural
The Thing teve um impacto significativo na cultura popular e, em 1998, já era considerado um clássico cult. Tem sido referenciado em vários tipos de mídia, desde a televisão (incluindo The X-Files, Futurama e Stranger Things) a jogos eletrônicos (Resident Evil 4 e Tomb Raider III) e filmes (The Faculty (1998), Slither (2006), The Mist (2007)). Está listado no livro de referência cinematográfica 1001 Movies You Must See Before You Die, que assim o descreve: "um dos filmes de terror mais influentes da década de 1980, muito imitado, mas raramente superado (...) É um dos primeiros filmes a mostrar com firmeza a ruptura e deformação de carne e osso em quadros grotescos de beleza surreal, elevando para sempre o nível do horror cinematográfico."

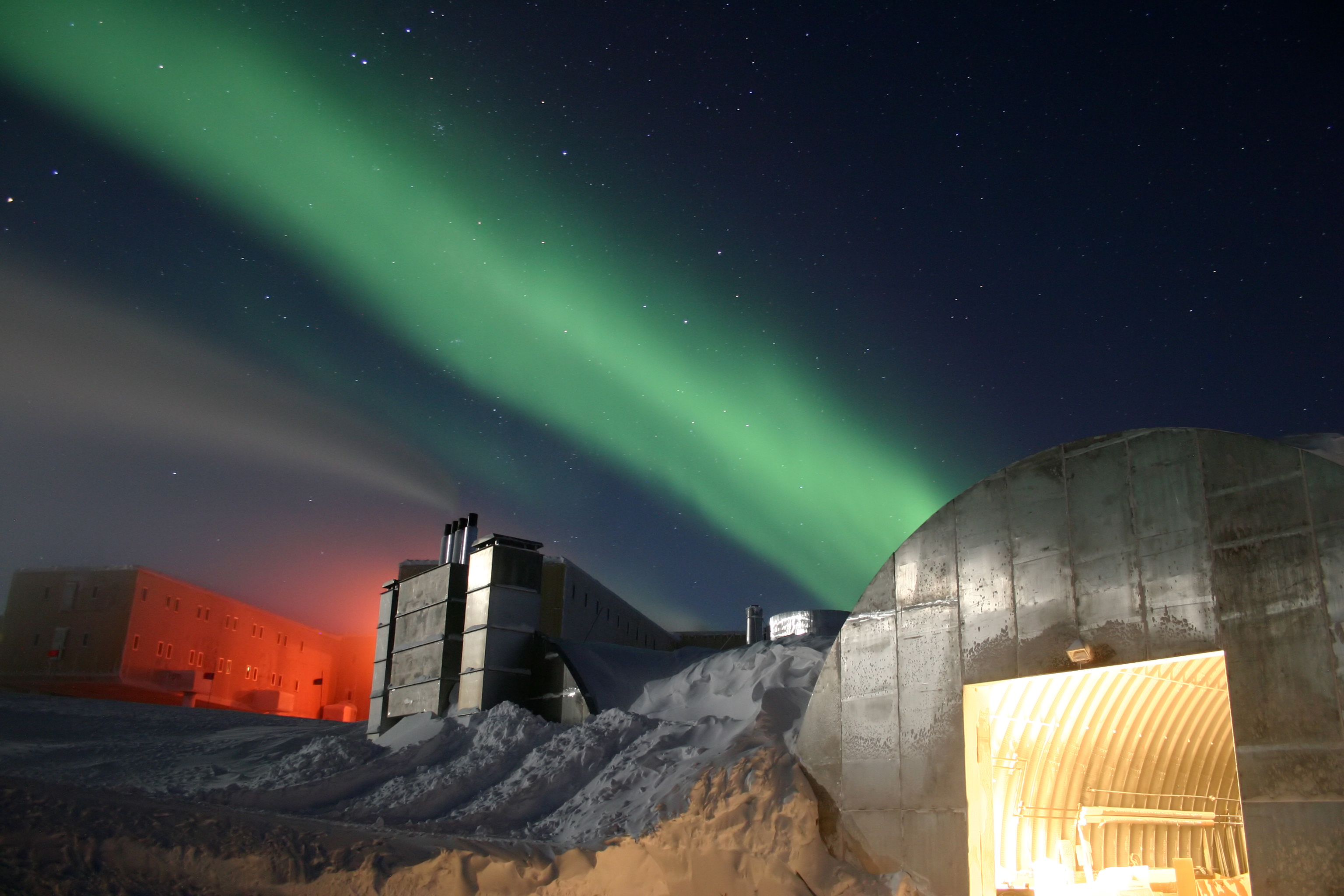
The Thing é exibido anualmente na Estação Polo Sul Amundsen-Scott.

Vários cineastas expressaram sua admiração por The Thing ou mencionaram sua influência em seu próprio trabalho, entre os quais Guillermo del Toro, James DeMonaco, J.J. Abrams, Neill Blomkamp, David Robert Mitchell, Rob Hardy, Steven S. DeKnight e Quentin Tarantino. Em 2011, o New York Times perguntou a cineastas de terror proeminentes qual filme eles achavam o mais assustador. Dois deles, John Sayles e Edgar Wright, citaram The Thing. O longa-metragem The Hateful Eight (2015), de Tarantino, homenageia The Thing em vários aspectos, desde a participação de Russell no papel principal, até a replicação de temas de paranoia e desconfiança entre personagens restritos a um único local e até mesmo a replicação de certos ângulos e layouts usados por Carpenter e Cundey. Esse filme também reaproveitou peças da partitura de Morricone não usadas em The Thing. Tarantino também citou a obra como uma inspiração para seu filme Reservoir Dogs (1992).
Em janeiro de 2010, a Clarkesworld Magazine publicou "The Things", um conto de Peter Watts narrado do ponto de vista da Coisa; a criatura não consegue entender por que os humanos são hostis a ela. A história recebeu uma indicação ao Prêmio Hugo no ano seguinte. Em 2017, houve o lançamento de um livro de arte de 400 páginas apresentando arte inspirada em The Thing, com contribuições de 350 artistas, um prefácio do cineasta Eli Roth e um posfácio de Carpenter.
O evento Halloween Horror Nights (2007) no Universal Studios em Orlando, Flórida, apresentou "The Thing: Assimilation", uma atração assombrada baseada no filme. A atração incluía MacReady e Childs, ambos mantidos em estase, o Blair-Thing e o canil do acampamento.
O filme é exibido anualmente em fevereiro na Estação Polo Sul Amundsen-Scott para marcar o início do inverno. Uma excursão de fãs ao local das filmagens na Colúmbia Britânica está programada para ocorrer em 2022, para comemorar o 40º aniversário do filme.

### Produtos derivados

#### Romantização
Uma romantização do filme foi publicada por Alan Dean Foster em 1982. O livro baseia-se em um rascunho anterior do roteiro e apresenta algumas diferenças em relação à versão final do filme. Inclui uma cena em que MacReady, Bennings e Childs perseguem cães infectados na neve, além de explicar o desaparecimento de Nauls: encurralado pelo Blair-Thing, ele comete suicídio para não ser assimilado pela Coisa.
Em Portugal, foi traduzida por Cristina Correia e publicada pelas Publicações Europa-América em 1987, com o título A Coisa. Foi o 33º volume da Série Pêndulo da editora.

#### Outros
Em 2000, a McFarlane Toys lançou duas figuras de ação da linha "Movie Maniacs": Blair-Thing e Norris-Thing, este incluindo sua cabeça com pernas de aranha e separada do corpo. A SOTA Toys lançou um conjunto contendo uma figura de ação de MacReady e outra de Dog-Thing inspirado na cena do canil do filme, bem como um busto da cabeça de aranha de Norris-Thing. Em 2017, a Mondo e a divisão Project Raygun da USAopoly lançaram The Thing: Infection at Outpost 31, um jogo de tabuleiro. Os jogadores assumem o papel de personagens do filme ou da Coisa, cada um com o objetivo de derrotar o outro por meio de subterfúgios e sabotagem.

## Sequências
A Dark Horse Comics publicou quatro sequências de quadrinhos protagonizadas por MacReady, começando em dezembro de 1991 com The Thing from Another World (dividida em duas partes), escrita por Chuck Pfarrer e cujo enredo se passa 24 horas após o filme. Relatou-se que Pfarrer apresentou sua história em quadrinhos para a Universal como uma sequência no início da década de 1990. Em seguida, houve o lançamento de The Thing from Another World: Climate of Fear (em quatro partes), em julho de 1992; The Thing from Another World: Eternal Vows (também em quatro partes), em dezembro de 1993; e The Thing from Another World: Questionable Research. Em 1999, Carpenter comentou que não houve nenhuma discussão séria para a produção de uma sequência, mas que ele estaria interessado em adaptar a obra de Pfarrer para o cinema, descrevendo a história como uma sequência digna. Um jogo eletrônico homônimo foi lançado em 2002 para Microsoft Windows, PlayStation 2 e Xbox e recebeu críticas predominantemente favoráveis. O enredo do jogo segue uma equipe de soldados americanos investigando as consequências dos eventos do filme.
Em 2005, o canal Syfy planejou uma sequência no formato de uma minissérie com quatro horas de duração, produzida por Frank Darabont e escrita por David Leslie Johnson-McGoldrick. Na trama, uma equipe russa recuperaria os cadáveres de MacReady e Childs e os restos da Coisa. A história avançaria 23 anos e mostraria a Coisa escapando no Novo México e as tentativas de contenção do alienígena. O projeto nunca prosseguiu e a Universal optou por continuar com uma sequência em longa-metragem. Em outubro de 2011, foi lançada uma pré-sequência, também intitulada The Thing, que obteve uma bilheteria mundial de 27,4 milhões de dólares e recebeu críticas mistas. O enredo segue os eventos após a equipe norueguesa descobrir a Coisa. Em 2020, a Universal Studios e a Blumhouse Productions anunciaram o desenvolvimento de uma refilmagem do filme de Carpenter. Foi relatado que essa nova versão incorporará elementos de The Thing from Another World e The Thing, bem como do romance Who Goes There? e de sua versão expandida, Frozen Hell, que apresenta vários capítulos adicionais.
Embora lançado com anos de diferença e sem correlação em termos de enredo, personagens, equipe ou mesmo estúdios de produção, Carpenter considera The Thing a primeira parte de sua "Trilogia do Apocalipse", uma série de filmes baseados em terror cósmico, entidades desconhecidas para os seres humanos e que representam ameaças à vida humana e ao senso de identidade. Nesse contexto, The Thing foi seguido por Prince of Darkness (1987) e In the Mouth of Madness (1994). Todos os três filmes são fortemente influenciados pelas obras de H. P. Lovecraft, muito apreciadas por Carpenter.